# Munro Chambers

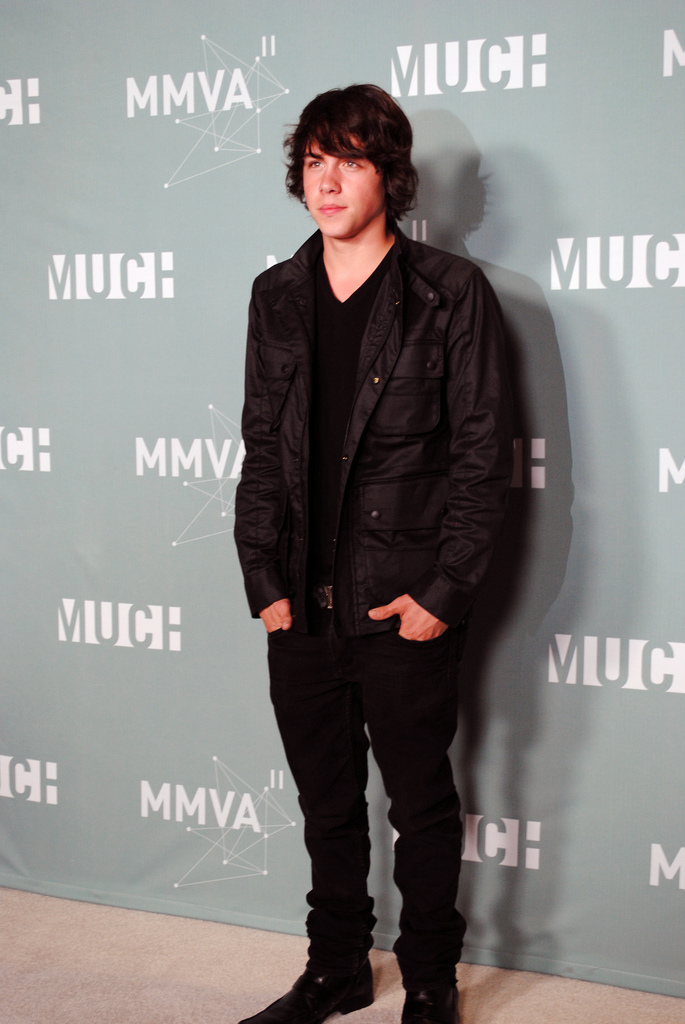
Munro Chambers bei den MuchMusic Video Awards 2011

Munro Chambers (* 29. Juli 1990 in Ajax, Ontario) ist ein kanadischer Schauspieler.

## Leben
Chambers hat einen Zwillingsbruder, sowie einen jüngeren Bruder. Er begann seine Schauspielkarriere im Alter von sieben Jahren mit der Rolle des Rob in der Fernsehserie Little Men. Danach spielte er Rollen in Filmen wie Gefangene der Zeit und Godsend. 2005 war er in den Fernsehfilmen Bailey’s Billion$, Good Fences und Murder in the Hamptons zu sehen. Seinen Durchbruch schaffte er mit der Rolle des Wilder in der Jugendserie Teen Buzz, in der er von 2007 bis 2010 zu sehen war.
Von Juli 2010 bis 2015 hat er die Rolle des Eli Goldsworthy in der kanadischen Jugendserie Degrassi: The Next Generation inne.

## Filmografie

### Serien
- 1998: Little Men (Gastauftritt)
- 2007–2010: Teen Buzz (The Latest Buzz)
- 2010–2015: Degrassi: The Next Generation
- 2019: Cardinal (2 Folgen)

### Filme
- 2003: Gefangene der Zeit (A Wrinkle in Time)
- 2004: Godsend
- 2005: Good Fences
- 2005: Murder in the Hamptons
- 2005: Bailey’s Billion$
- 2011: Beethovens abenteuerliche Weihnachten (Beethoven’s Christmas Adventure)
- 2015: Turbo Kid
- 2019: Harpoon
- 2019: Multiverse – Parallele Dimensionen (Entangled)